# Robertas Žulpa
Robertas Žulpa (Vilnius, 20 de março de 1960 – 30 de agosto de 2024) foi um nadador lituano, ganhador de uma medalha de ouro em Jogos Olímpicos pela extinta União Soviética.
Žulpa treinou no VSS Žalgiris em Vilnius, tornando-se o "Mestre de Honra" do desporto da URSS em 1980. Ele ganhou uma medalha de ouro nos 200 metros peito com um tempo de 2m15s85, nos Jogos Olímpicos de Moscou em 1980.
Em 1988, Žulpa emigrou para a Itália, onde começou a treinar crianças de 11 anos. Mais tarde ele se naturalizou italiano e tornou-se tradutor da língua russa para diversas empresas. Žulpa trabalhou na Lituânia como tradutor de italiano.
Žulpa morreu em 30 de agosto de 2024, aos 64 anos.